# 대전 복전선원 목조대세지보살좌상
대전 복전선원 목조대세지보살좌상(大田 福田禪院 木造大勢至菩薩坐像)은 대전광역시 중구 복전선원에 있는 조선시대의 불상이다. 2013년 2월 22일 대전광역시의 유형문화재 제51호로 지정되었다.

## 개요
전체높이가 53cm인 작은 크기의 불상으로 머리를 약간 숙이고 있으나 안정감이 있고 균형이 잘 잡혀 있다. 어깨 폭이 넓지 않고 아담하다.
머리는 보계가 높아 솟아 있으며, 보관은 화연보주와 봉황, 꽃등으로 장엄 되었으며 중간부분엔 대세지보살의 특징인 정병이 표현되어 있다. 얼굴은 턱 부분이 둥글어 부드러운 느낌을 준다. 두 눈을 지긋이 내리떴으며, 오뚝한 코에 굳게 다문 입가에 엷은 미소가 있다. 목에는 三道가 표현 되었다. 법의는 양 어깨를 다 덮은 통견의 양식이다. 하품중생인의 두손은 곡선적이며 매우 사실적이다.
세련된 옷주름선의 표현, 오뚝한 코, 적당한 신체 비례, 단정한 결가부좌 자세, 수평으로 가로지른 군의 표현 등 17세기 중반경 불상의 양식적 특징을 잘 보여주고 있다.

## 참고 문헌
- 복전선원 목조대세지보살좌상 - 국가유산청 국가유산포털